# Camponotus empedocles
Camponotus empedocles é uma espécie de inseto do gênero Camponotus, pertencente à família Formicidae.